# ISS-Expeditie 52
ISS-Expeditie 52 is de tweeënvijftigste missie naar het Internationaal ruimtestation ISS. De missie begon in juni 2017 met het vertrek van de Sojoez MS-03 van het ISS terug naar de Aarde en eindigde op 2 september 2017, toen de Sojoez MS-04 terugkeerde naar de Aarde.
Hoewel Sojoez MS-04 twee in plaats van de gebruikelijke drie personen naar het ISS bracht, waren er voor Expeditie 52 toch zes bemanningsleden aan boord. Dit kwam doordat het verblijf van Peggy Whitson, die al sinds ISS-Expeditie 50 aan boord was, werd verlengd tot en met het einde van Expeditie 52. 

## Bemanning
| Positie           | Eerste deel (juni 2017)                  | Tweede deel (juli t/m september 2017)    |
| ----------------- | ---------------------------------------- | ---------------------------------------- |
| Bevelhebber       | Fjodor Joertsjichin, RSA 5e ruimtevlucht | Fjodor Joertsjichin, RSA 5e ruimtevlucht |
| Flight Engineer 1 | Jack Fischer, NASA 1e ruimtevlucht       | Jack Fischer, NASA 1e ruimtevlucht       |
| Flight Engineer 2 | Peggy Whitson, NASA 3e ruimtevlucht      | Peggy Whitson, NASA 3e ruimtevlucht      |
| Flight Engineer 3 |                                          | Randolph Bresnik, NASA 2e ruimtevlucht   |
| Flight Engineer 4 |                                          | Sergej Rjazanski, RSA 2e ruimtevlucht    |
| Flight Engineer 5 |                                          | Paolo Nespoli, ESA 3e ruimtevlucht       |